# Julidans
Julidans ist ein internationales Festival des Modern Dance, das jährlich Anfang Juli in Amsterdam stattfindet.

## Inhalte
Der Julidans begann 1991 zunächst als einfache Veranstaltung mit drei Vorstellungen in der Stadsschouwburg Amsterdam. Die Gründer war Luuk van Eijk (1947–2023) mit dem Theatermacher Jaap van Baasbank als ausführendem Produzenten. Drei Jahre später kam die Bezeichnung Festival hinzu. Die Ausrichtung war von vorneherein auf Außergewöhnliches ausgerichtet („Alles was nicht Ballett ist“).
Heute erstreckt sich das Festival auf bis zu 14 Tage und findet zusätzlich im Theater Bellevue und weiter auch in anderen Amsterdamer Spielstätten statt, darunter im Vondelpark Openluchttheater und im Erasmuspark.
Das Programm des Festivals zeigt Darbietungen bekannter zeitgenössischer Choreografen, wie, neben vielen anderen, Anne Teresa De Keersmaeker, Wim Vandekeybus, Sidi Larbi Cherkaoui, Meg Stuart, Olivier Dubois oder Jefta van Dinther. In den letzten Jahren konzentriert man sich mehr auf erfahrene Choreografen, die seit etwa acht Jahren aktiv sind und „eine eigene Handschrift entwickelt haben“.
Die Organisation besitzt den ANBI-status (Algemeen nut beogende instelling) und gilt damit als gemeinnützige Einrichtung.